# Leptobrachella palmata
Leptobrachella palmata är en groddjursart som beskrevs av Robert F. Inger och Robert Stuebing 1992. Leptobrachella palmata ingår i släktet Leptobrachella och familjen Megophryidae. IUCN kategoriserar arten globalt som akut hotad. Inga underarter finns listade i Catalogue of Life.